# Krönungsmesse
De Krönungsmesse (ofwel Kroningsmis, ook genoemd Missa in C Major KV 317) is een muzikale compositie van Wolfgang Amadeus Mozart. Het werk werd in maart 1779 gecomponeerd in opdracht van graaf Colloredo, aartsbisschop van Salzburg.

## Toelichting
Na vele reizen door Europa van de familie Mozart heeft vader Leopold door dat Wolfgangs wonderkindperiode als 17-jarige voorbij is. Zijn vader bezorgt hem een vaste aanstelling als organist aan het hof van de aartsbisschop van Salzburg. In het arbeidscontract wordt hij aangespoord "van ganser harte, en met grote vlijt zijn plicht te doen in de kathedraal en in de kapel van het hof, en als de gelegenheid zich voordoet, het hof en de kerk van nieuwe composities te voorzien tegen 450 gulden per jaar". Ook verlangde de kerkvorst om meer Duitse kerkliederen te horen tijdens de erediensten.

De jonge Mozart, bewust van zijn talenten, verveelde zich in Salzburg en beklaagde zich over de kwaliteit van het muziekleven aldaar. In een brief van 7 augustus 1778, enkele weken na de dood van zijn moeder, schreef hij aan Abbé Franz Joseph Bullinger: "Sie wissen, bester freünd, wie mir Salzburg verhasst ist ... weil ich überall mehr hoffnung habe vergnügt und glücklich leben zu können. Salzburg ist kein ort für mein Talent." 
Niettemin voldoet de componist plichtsbewust aan de gestelde arbeidsvoorwaarden en componeert de Mis in C voor Paaszondag, in 1779 uitgevoerd in de Salzburger Dom. Dezelfde mis weerklonk in 1791 nogmaals te Praag bij de kroning van Keizer Leopold II tot Koning van Bohemen waardoor deze compositie sindsdien als Krönungsmesse de geschiedenis is ingegaan. Zij geldt als een van de beroemdste missen ooit gecomponeerd. Voor deze compositie stelde de opdrachtgever een dwingende voorwaarde: de mis mag niet langer dan drie kwartier duren. Deze mis, zoals de meeste van deze soort composities bij Mozart is van het type Missa brevis (korte mis) in tegenstelling tot de meer formele plechtige missen, zogenoemd de Missa Solemnis.

## Opbouw en kenmerken
Zoals elke mis is deze ook opgebouwd uit zes delen met een totale speelduur van een kleine half uur.
- Kyrie: Andante maestoso - Più andante
- Gloria: Allegretto con spirito
- Credo: Allegro molto - Adagio - Tempo I
- Sanctus: Andante maestoso - Allegro assai
- Benedictus: Allegretto - Allegro assai
- Agnus Dei: Andante sostenuto - Allegro con spirito

Bijzonder aan deze mis is dat het plechtige openingsdeel, het Kyrie, een korte ouverture is waarin de zangers en de musici aan de luisteraar worden voorgesteld. Het Gloria heeft een dansante ritmiek die stuwend werkt naar het Credo, dat onstuimig verder wervelt tot de muziek tot rust komt als de kerkgangers moeten knielen. Vervolgens het statige vierde deel, het Sanctus. Het onbezorgde Benedictus barst van de juichende Hosanna's. Afsluitend, het Agnus Dei, begint als een sopraanaria, maar herneemt als slot een melodie uit het eerste deel. Alzo sluit de cirkel zich.
Deze compositie is opgevat voor vier solozangers (de bas, tenor, alt en sopraan) met koor en orkest. Om tijd te sparen laat Mozart de solisten vaak gezamenlijk zingen en spaart hij het koor niet. Kenmerkend voor deze compositie is dat de solostemmen en het koor duidelijk van elkaar gescheiden worden. Ook valt de hobopartij op. Daarbij verkort hij de lengte van de delen uit tijdsbesparing. Het laatste deel van de mis, de aria uit het Agnus Dei, wordt later door Mozart hergebruikt in de aria Dove sono i bei momenti gezongen door gravin Almaviva in de opera Le Nozze di Figaro.

## Discografie
- Ton Koopman, Krönungsmesse, Exsultate/Jubilate, Ave Verum Corpus, Vesperae Solennes de Confessore, label Erato, opgenomen in december 1994 in de Allemans Kerk, Oudkarspel, Nederland.

- Biblioteca Nacional de España: XX3385452
- Bibliothèque nationale de France: cb13915075f (data)
- Catàleg d'autoritats de noms i títols de Catalunya: 981058513453406706
- Gemeinsame Normdatei: 300109644
- Library of Congress Control Number: n83165884
- MusicBrainz work: 34b9377f-ca9e-302d-b588-e56c9f9d1377
- Nationale Bibliotheek van Israël: 987010649857905171
- Virtual International Authority File: 175810102